# 80 PLUS
80 PLUS es una iniciativa para promover una mayor eficiencia energética en las fuentes de alimentación de los ordenadores. La principal empresa detrás de esta iniciativa es Ecos Consulting.
Los certificados 80 Plus se ofrecen a los productos que tienen más de un 80% de eficiencia de conversión energética cuando la carga es de un 20%, 50% y el 100% de su capacidad nominal (en la mayoría de sus certificaciones, salvo en la "Titanium" que requiere también una evaluación al 10% de su capacidad), y un factor de potencia de 0,9 o mejor, medido cargada al 100% de su capacidad nominal. O dicho de otra manera, la energía eléctrica perdida en forma de calor ha de ser del 20% o menos, en los niveles de carga especificados, para así reducir el uso de electricidad, y por tanto el gasto en las facturas de energía eléctrica, en comparación con una fuente de alimentación menos eficiente.

## Historia
- Ecos & EPRI desarrolla el Protocolo de Prueba de Eficiencia General Interna para Fuentes de Alimentación, de ordenadores con salida múltiple.
- En marzo de 2004 la idea de 80 PLUS se presenta como una iniciativa en el ACEEE Market Transformation Symposium.
- En febrero de 2005 sale al mercado la primera fuente de alimentación con los requerimientos 80 PLUS, creada por SeaSonic.
- En 2006 Energy Star agrega los requisitos 80 PLUS de su próximo programa de especificaciones de ordenador Energy Star 4.0 (entrando en vigor en julio de 2007).
- Noviembre de 2006 y febrero de 2007. HP y Dell certifican sus fuentes de alimentación con la especificación 80 PLUS.
- El 20 de julio de 2007, la especificación 4.0 de ENERGY STAR entra en vigor. Incluye los niveles 80 PLUS para ordenadores de escritorio.
- En diciembre de 2007, más de 200 fuentes de alimentación del mercado son certificadas con 80 PLUS y éste empieza a convertirse en un estándar del mercado.
- Primer trimestre de 2008. Se revisan las normas 80 PLUS para agregar las certificaciones Bronze, Silver y Gold dependiendo del nivel de eficiencia.
- Octubre de 2009. Añadida la especificación de nivel de eficiencia Platinum.[2]
- Agosto de 2011. Se añade certificación de nivel de eficiencia Titanium, la primera en ofrecerla es la empresa Ecos, por el momento para fuentes de alimentación de servidores para voltaje de 230V.[3]

## Certificaciones de nivel de eficiencia
| Tipo de prueba 80 Plus      | Imagen del logo | 115 V interna no redundante | 115 V interna no redundante | 115 V interna no redundante | 115 V interna no redundante | 230 V interna redundante | 230 V interna redundante | 230 V interna redundante | 230 V interna redundante | 230 V EU interna no redundante | 230 V EU interna no redundante | 230 V EU interna no redundante | 230 V EU interna no redundante |
| Porcentaje de carga nominal | Imagen del logo | 10%                         | 20%                         | 50%                         | 100%                        | 10%                      | 20%                      | 50%                      | 100%                     | 10%                            | 20%                            | 50%                            | 100%                           |
| --------------------------- | --------------- | --------------------------- | --------------------------- | --------------------------- | --------------------------- | ------------------------ | ------------------------ | ------------------------ | ------------------------ | ------------------------------ | ------------------------------ | ------------------------------ | ------------------------------ |
| 80 Plus                     |                 |                             | 80%                         | 80%                         | 80%                         |                          |                          |                          |                          |                                | 82%                            | 85%                            | 82%                            |
| 80 Plus Bronce              |                 |                             | 82%                         | 85%                         | 82%                         |                          | 81%                      | 85%                      | 81%                      |                                | 85%                            | 88%                            | 85%                            |
| 80 Plus Plata               |                 |                             | 85%                         | 88%                         | 85%                         |                          | 85%                      | 89%                      | 85%                      |                                | 87%                            | 90%                            | 87%                            |
| 80 Plus Oro                 |                 |                             | 87%                         | 90%                         | 87%                         |                          | 88%                      | 92%                      | 88%                      |                                | 90%                            | 92%                            | 89%                            |
| 80 Plus Platino             |                 |                             | 90%                         | 92%                         | 89%                         |                          | 90%                      | 94%                      | 91%                      |                                | 92%                            | 94%                            | 90%                            |
| 80 Plus Titanio             |                 | 90%                         | 92%                         | 94%                         | 90%                         | 90%                      | 94%                      | 96%                      | 91%                      | 90%                            | 94%                            | 96%                            | 94%                            |

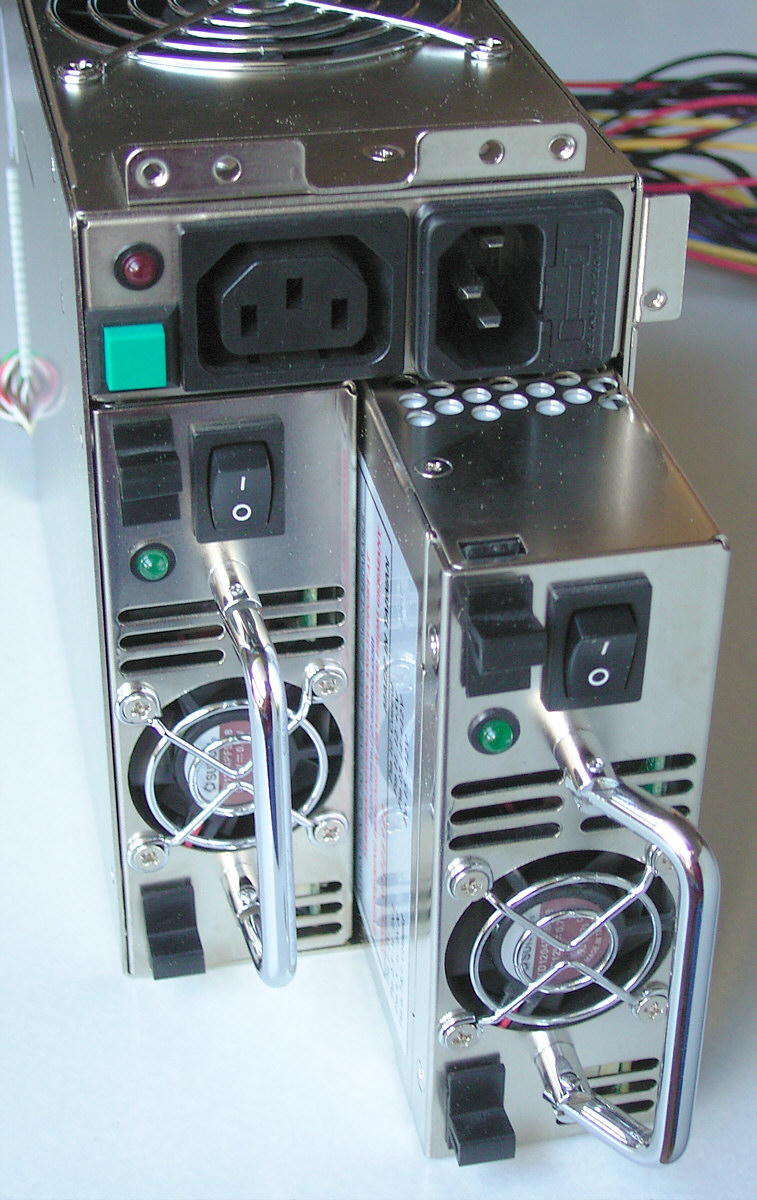
Fuente redundante con dos módulos (PSU).

Categorías de la organización de las fuentes:
- 115V interna no redundates se aplica a computadores del tipo escritorio, estación de trabajo y servidor en configuración

## Fiabilidad de las pruebas
Recientemente ha habido en varias páginas webs especializadas, cierta reflexión sobre la validez real de los certificados 80 Plus. Esto es debido principalmente al entorno de pruebas en el que Ecos Consulting comprueba las diferentes fuentes de alimentación. Parece ser que las pruebas se realizan en un en torno a 23 °C de temperatura ambiente. El problema está en que en pocos ordenadores, la temperatura en el interior de la caja es de 23 °C o menos y, añadiendo a esto que, cualquier producto electrónico pierde eficiencia energética cuanto mayor es la temperatura a la que trabaja. También, las fuentes de alimentación presentan una mayor eficiencia cuando están conectadas a redes eléctricas cuya diferencia de potencial es de 230V ("220 V"). Así que, en países o regiones donde la diferencia de potencial en la red eléctrica es de 115 V ("110 V"), por ejemplo Estados Unidos, es probable que las fuentes de alimentación presenten un rendimiento inferior al número anunciado por el fabricante, aunque en este caso de los certificados 80 plus no supone mucho problema ya que la mayoría de las fuentes son probadas con ambas potencias eléctricas, 230 V y 115 V.
Por todas estas razones, varias opiniones han dicho que quizá Ecos Consulting debería renovar su metodología de pruebas, cambiándolos de simplemente realizando los test como hasta ahora a temperatura ambiente y volverlos a realizar a una temperatura de trabajo más elevada (unos 40° o 45°), para así poder comprobar las diferencias entre ambas pruebas y etiquetar las fuentes de alimentación con el certificado adecuado.